# Desmodora conocephala
Desmodora conocephala is een rondwormensoort uit de familie van de Desmodoridae. De wetenschappelijke naam van de soort is voor het eerst geldig gepubliceerd in 1918 door Steiner.